# Шевваль Ілайда Тархан
Шевваль Ілайда Тархан (тур. Şevval İlayda Tarhan; 4 лютого 2000, Анкара, Туреччина) — турецька стрільчиня, срібна призерка Олімпійських ігор 2024 року.

## Виступи на Олімпіадах
| Олімпіада  | Дисципліна                              | Місце |
| ---------- | --------------------------------------- | ----- |
| Париж 2024 | пневматичний пістолет, 10 метрів        | 7     |
| Париж 2024 | пневматичний пістолет, 10 метрів, мікст | 2     |
| Париж 2024 | пістолет, 25 метрів                     | 21    |